# گرومن اف۴اف وایلدکت
گرومن اف۴اف وایلدکت (گربه وحشی) (به انگلیسی: Grumman F4F Wildcat) یک جنگنده ناو پایه ساختِ کارخانهٔ گرومن در کشور ایالات متحده بود که در سال ۱۹۴۰ خدمت خود را در نیروی دریایی ایالات متحده و نیروی دریایی سلطنتی بریتانیا آغاز کرد. در ابتدا عنوان مارلت (نوعی پرستو) به این هواپیما داده شد. این هواپیما که نخستین نبرد خود را در خدمت نیروی دریایی سلطنتی بریتانیا در شمال اقیانوس اطلس تجربه کرد، با کنار زدن اف۲ای بوفالو مؤثرترین جنگنده ناو پایه ایالات متحده در جبهه اقیانوس آرام در اوایل جنگ جهانی دوم بین سال‌های ۱۹۴۱ و ۱۹۴۲ بود. با این حال که میتسوبیشی زیرو، رقیب ژاپنی از نظر مانوور پذیری، سرعت صعود، حداکثر سرعت و برد برتری داشت اما وایلدکت با بهره‌گیری از استحکام بالا و استفاده از برخی تاکتیک‌ها توانست بر آن غلبه کند و حتی آمار نسبت منهدم کردن به منهدم شدن ۷ به یک را برجای بگذارد.
تولید وایلدکت تا پایان جنگ ادامه پیدا کرد اما با ظهور و جانشینی مدل‌های قدرتمندتر، از این هواپیما تنها در ناوهای هواپیمابر اسکورت که جنگنده‌های بزرگتر و سنگین تر قادر به انجام عملیات بر روی آن‌ها نبودند، استفاده گردید.

## طراحی و توسعه

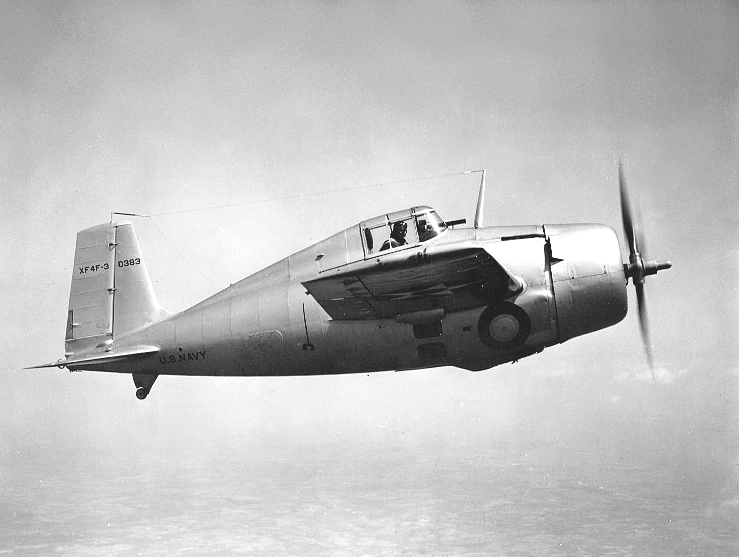
ایکس‌اف۴اف-۳ در سال ۱۹۳۹

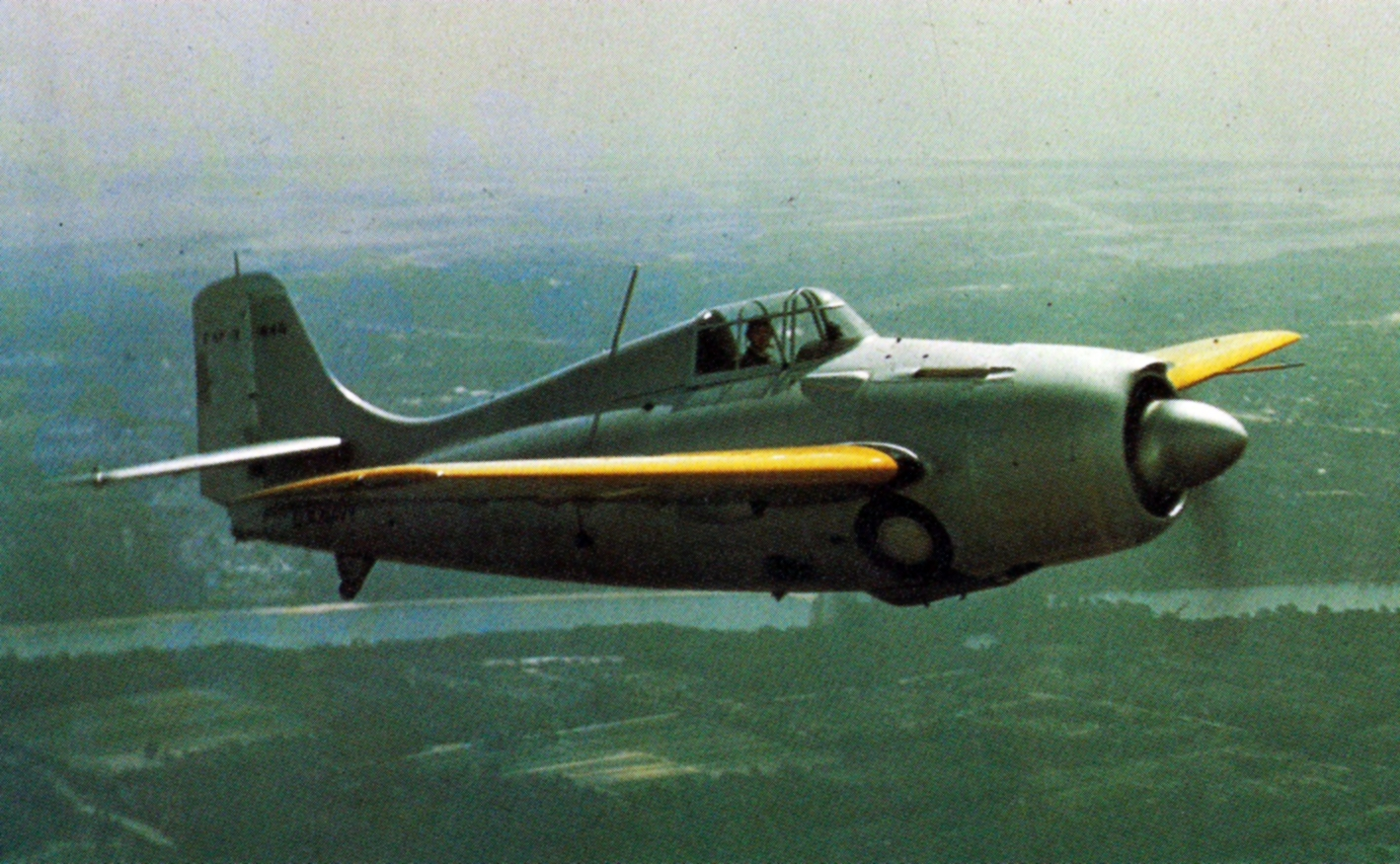
اف۴اف-۳ در سال ۱۹۴۰

توسعه جنگنده‌های شرکت گرومن با طراحی جنگنده دو باله دو سرنشین اف‌اف در سال 1931 آغاز شد. اف‌اف نخستین جنگنده نیروی دریایی ایالات متحده با ارابه فرود جمع شونده بود که در آن چرخ‌ها همسطح اطراف بدنه درون آن جمع می‌شدند اما همچنان در معرض دید بودند. این فرایند با طراحی اف۲اف و اف۳اف، دو جنگنده دوباله تک سرنشین ادامه پیدا کرد که پایه طراحی اف۴اف شدند. در سال ۱۹۳۵ درحالیکه اف۳اف همچنان مراحل آزمایش پرواز خود را می‌گذراند، در پی درخواست نیروی دریایی برای یک جنگنده ناو پایه، گرومن کار بر روی جی-۱۶، مدل دو بال بعدی خود را آغاز کرد. گرومن مدل دو باله را به این جهت برگزید که می‌پنداشت با بال‌ها کوتاه‌تر آن نسبت به مدل تک‌باله باعث می‌شود هواگردهای بیشتری در عرشه ناو جای بگیرند. اما نیروی دریایی که به دنبال یک جنگنده تک باله بود، اوایل سال ۱۹۳۶ سفارش تولید اف۲ای-۱ (F2A-1)، نخستین جنگنده تک‌باله ناو پایه ایالات متحده ساخت شرکت بروستر را صادر کرد. البته برای حفظ جانب احتیاط در صورت رضایت بخش نبودن اف۲ای، سفارشی نیز برای جی-۱۶ تحت عنوان ایکس‌اف۴اف-۱ ارسال شد.
تیم طراحی گرومن به رهبری ویلیام اِشوندلر و دیک هاتون که مطمئن بود ایکس‌اف۴اف-۱ در مقابل اف۲ای عملکرد ضعیف تری خواهد داشت، با رها کردن آن نخستین جنگنده تک باله گرومن با نام ایکس‌اف۴اف-۲ را به صورت میان بال، دم‌چرخ، تمام فلزی و نیمه یک پارچه طراحی کرد. بدنه و ارابه فرودِ با دست باز شونده این مدل همانند اف۳اف بود. ارابه فرود غیرمعمول دستی که با سی دور باز می‌شد و از دهه ۱۹۲۰ به ارث رسیده بود، در تمامی جنگنده‌های گرومن تا اف۳اف به کار برده شده و در چند مورد هنگام فرود برای مچ دست خلبان یا هواپیما حادثه خلق نموده بود. مخزن سوخت ۴۱۵ لیتری هواپیما زیر کابین خلبان قرار گرفته بود و یک مخزن ذخیره ۷۵ لیتری نیز پشت صندلی او وجود داشت.
عملکرد جنگنده جدید گرومن که نخستین بار در دوم سپتامبر ۱۹۳۷ به پرواز درآمد، نیز از بوفالو، رقیب ساخت بروستر همچنان ضعیف تر بود. پس از انجام آزمایش‌ها مشخص شد هیچ‌کدام از دو جنگنده قادر به رسیدن به سرعت مورد انتظار ارتش یعنی ۳۰۰ مایل بر ساعت (۴۶۶ کیلومتر بر ساعت) نیستند اما با وجود این ایکس‌اف۴اف-۲ مقداری سریع تر (تقریبا ۱۶ کیلومتر بر ساعت) از اف۲ای بود. به هر وجه اف۲ای مانورپذیری بیشتری داشت و از ارابه فرود هیدرولیک استفاده می‌کرد. همین امر باعث شد تلاش گرومن با شکست مواجه شود و اف۲ای وارد خط تولید گردد. پس از این شکست گرومن مدل بعدی خود، ایکس‌اف۴اف-۳ را با بال‌ها، دم و موتور جدید کاملاً از نو طراحی کرد. طول بدنه و طول و مساحت بال‌ها افزایش یافت. آزمایش این مدل که اولین پرواز خود را در ۱۲ فوریه ۱۹۳۹ انجام داد، و در پی عیان شدن کاستی اف۲ای از جمله مشکل در باز شدن ارابه فرود و داغ کردن موتور، به سفارش تولید اف۴اف-۳ انجامید که ساخت نخستین فروند آن در فوریه ۱۹۴۰ به پایان رسید. تأخیر بروستر در تحویل سفارش‌ها دریافت نموده به نیروی دریایی به جهت تمرکز بر صادرات نیز بر این تصمیم اثرگذار بود. فرانسه نیز برای دریافت این جنگنده درخواستی ارسال کرد اما پیش از دریافت به اشغال آلمان نازی درآمد. در نتیجه اف۴اف‌های سفارش داده شده تحویل نیروی دریایی سلطنتی بریتانیا گردید و با عنوان مارلت (نوعی پرستو) به کار گرفته شد. اف۴اف رسماً خدمت خود را در نیروی دریایی ایالات متحده با نام وایلدکت (گربه وحشی) از اول اکتبر ۱۹۴۱ آغاز کرد. هواگردهای اف۴اف-۳ نیروی دریایی ایالات متحده و نیروی دریایی سلطنتی بریتانیا مسلح به چهار مسلسل برونینگ با کالیبر ۱۲٫۷ میلی‌متر بودند.

## تاریخچه عملیاتی

### نیروی دریایی سلطنتی بریتانیا

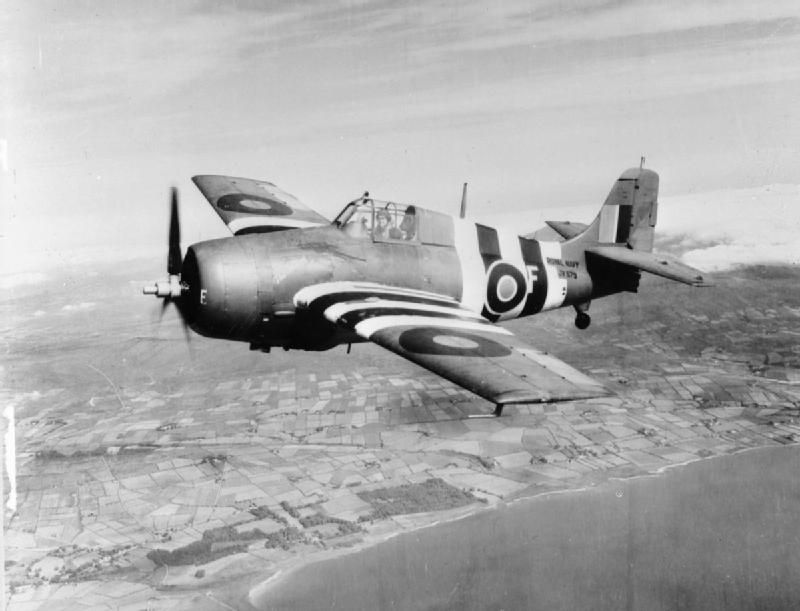
وایلدکت در خدمت بریتانیا در سال ۱۹۴۴

حتی پیش از آن که نیروی دریایی ایالات متحده وایلدکت را سفارش دهد، نیروی دریایی فرانسه (که به شدت به هواپیماهای نظامی نیاز داشت) و نیروی دریایی سلطنتی بریتانیا با پیکربندی‌های خاص خودشان چندین فروند از آن را خریداری کرده بودند. بریتانیا اف۴اف وایلدکت (در ابتدا مارلت) را جهت جایگزینی موقت جنگده ناو پایه فلومار دریافت کرد. فلومار جنگنده دو سرنشین با بردی مناسب بود اما به خوبی جنگنده‌های تک سرنشین عمل نمی‌کرد. جنگنده‌های تغییر کرده اسپیت‌فایر جهت علمیات دریایی که سیفایر نامیده می‌شدند، نیز هنوز در دسترس نبودند چرا که نیروی هوایی به تعداد بیشتری از آن‌ها نیاز داشت. نخستین محموله ۸۰ فروندی اف۴اف در ۲۷ ژوئیه ۱۹۴۰ تحت عنوان مارلت-۱ تحویل بریتانیایی‌ها شد که دارای چهار مسلسل و فاقد بال‌های جمع شونده و تجهیزات عملیات بر روی ناو هواپیمابر بود به همین دلیل به عنوان جنگنده خشکی پایه استفاده گردید. در جبهه اروپای جنگ جهانی دوم، وایلدکت نخستین پیروزی خود و نخستین پیروزی یک جنگنده ساخت ایالات متحده در خدمت بریتانیا را وقتی به دست آورد که روز کریسمس (۲۵ دسامبر) سال ۱۹۴۰ یک جنگنده مارلت موفق شد یک بمب افکن دو موتوره یونکرس ۸۸ نیروی هوایی آلمان نازی را بر فراز پایگاه دریایی اسکاپا فلو در شمال بریتانیا (شمال اسکاتلند) منهدم کند. این جنگنده همچنین پیشگام عملیات جنگنده‌ها بر عرشه ناوهای کوچک‌تر هواپیمابر اسکورت بود.
محموله بعدی اف۴اف اواخر پاییز ۱۹۴۱ این بار با نام مارلت-۲ به بریتانیا تحویل داده شد که با شش مسلسل دارای بال‌های جمع شونده و تجهیزات عملیات بر روی ناو هواپیمابر بود.
شش جنگنده مارلت در عرشه ناو هواپیمابر اسکورت اچ‌ام‌اس اوداسیتی (تبدیل شده از کشتی تجاری آلمانی غنیمت گرفته شده هانووفر) در سپتامبر ۱۹۴۱ به کار گرفته شدند که توانستند در عملیات‌های مؤثر اسکورت کاروان‌های دریایی، چندین فروند بمب افکن فوکه-وولف ۲۰۰ لوفتوافه (نیروی هوایی آلمان نازی) را ساقط کنند. نیروی دریایی سلطنتی بریتانیا در مجموع نزدیک به ۱۲۰۰ فروند جنگنده وایلدکت وارد خدمت کرد. از ژانویه ۱۹۴۴ عنوان مارلت کنار گذاشته و این هواپیما در بریتانیا نیز وایلدکت خوانده شد. در ماه مارس ۱۹۴۵ جنگنده‌های وایلدکت موفق شدند چهار جنگنده ب‌اف ۱۰۹ آلمانی را ساقط کنند تا این آخرین پیروزی وایلدکت در خدمت ارتش بریتانیا باشد. آخرین حمله هوایی نبرد در اروپا در پنجم مه ۱۹۴۵ علیه یک مقر زیر دریایی‌های آلمانی در شمال نروژ با حمایت ۲۸ وایلدکت صورت گرفت که در جریان آن یک اژدرافکن اونجر و یک جنگنده وایلدکت ساقط و دو کشتی و یک زیردریایی آلمانی نیز غرق شدند.

### نیروی دریایی و تفنگداران دریایی ایالات متحده

#### اقیانوس آرام
وایلدکت سریع‌ترین و پیشرفته‌ترین هواگرد جنگ جهانی دوم نبود اما در ماه‌های سخت پس از حمله پرل هاربر توانست با استقامت خلبان‌هایش خط را نگاه دارد و جنگنده‌های دشمن را که شکست ناپذیر به نظر می‌رسیدند، متوقف کند. این هواگرد عموماً بسیار ضعیف تر از رقیب اصلی خود در ماه‌های اول جنگ در جبهه اقیانوس آرام یعنی میتسوبیشی زیرو عمل می‌کرد اما به جهت زره نسبتاً سنگین، محافظت خوب از خلبان و مخزن سوخت خود مسدودگر تا حدودی می‌توانست در مقابل حریف ژاپنی بی زره و سبک‌وزن خود دوام بیاورد. سیستم مسیریابی وایلدکت نیز بسیاری از خلبانان جنگنده‌های آمریکایی را نجات داد به شکلی که آن‌ها را قادر می‌ساخت در شرایط بد آب و هوایی و دید محدود ناو هواپیمابر خود پیدا کنند.
نیروی دریایی ایالات متحده توانست با به‌کارگیری تاکتیک دفاعی موسوم به «بافت ثاک» قدرت عملیاتی جنگنده‌های وایلدکت را با اقدام هماهنگ افزایش دهد به گونه ای که دو وایلدکت می‌توانستند به کمک این تاکتیک با چهار یا پنج زیرو مقابله کنند.
با این حال که دست کم ۸ فروند از ۱۲ فروند وایلدکت موجود در جزیره در حمله هوایی اولیه در هشتم دسامبر ۱۹۴۱ به جزیره ویک توسط بمب افکن‌های میتسوبیشی جی۳ام ژاپنی بر روی زمین منهدم شدند اما گفته می‌شود چهار فروند باقی مانده که خود نیز آسیب دیده بودند اما توسط مهندسان نیروی دریایی به کمک قطعات هواپیماهای منهدم شده تعمیر شدند، با پرواز شبانه‌روزی نقشی اساسی در پس زدن دو هفته ای حملات آغازین ژاپنی‌ها برای اشغال جزیره داشته‌اند به وجهی که پیش از ساقط شدن هر چهار فروند، توانستند با بمب‌های خود ناوشکن کیساراگی و یک زیردریایی ژاپنی را غرق کنند. در نبرد دریای مرجان و نبرد میدوی بخش اصلی ناوگان دفاع هوایی نیروی دریایی و تفنگداران دریایی ایالات متحده را این هواگردها تشکیل می‌دادند و نقش بزرگی در نبرد گوادالکانال ایفا کردند. وایلدکت در مجموع ۸ مدال افتخار برای خلبانان خود به ارمغان آورد که بیشتر از هر جنگنده دیگری در جنگ جهانی دوم در ارتش ایالات متحده بود.
گرومن تولید اف۴اف را در سال ۱۹۴۳ جهت جایگزینی با مدل جدیدتر اف۶اف هلکت متوقف کرد اما با انتقال ابزار و تجهیزات جنرال موتورز برای تأمین نیاز نیروی دریایی تولید را ادامه داد. جنرال موتورز در ابتدا مدل اف‌ام-۱ (همان اف۴اف-۴ اما چهار مسلسل) تولید می‌نمود اما بعداً به مدل ارتقا یافته اف‌ام-۲ (بر پایه پیش‌نمونه ایکس‌اف۴اف-۸، به صورت غیررسمی وایلدر وایلدکت) که جهت عملیات بر عرشه ناوهای کوچک با موتوری قوی تر و دمی بلندتر بهینه‌سازی شده بود، تغییر کرد. تولید این هواگرد نیز در سال ۱۹۴۵ با پایان جنگ به‌طور کامل متوقف شد.
از سال ۱۹۴۳ وایلدکت‌های مجهز به بمب جهت عملیات علیه زیردریایی‌ها و اهداف زمینی دیگر به ناوهای هواپیمابر اسکورت اضافه شدند. با این حال همچنان با جنگنده‌ها، بمب افکن‌ها و هواگردهای کامیکازه (انتحاری) نیز مقابله می‌کردند. نیاز به جنگنده‌های بزرگ‌تر از جمله هلکت و کرسر و بمب‌افکن‌های شیرجه ای برای ناوهای هواپیمابر بزرگ‌تر و سرعت پایین فرود وایلدکت آن را مناسب استفاده در ناوهای هواپیمابر کوچک‌تر با باند فرود کوتاه‌تر می‌کرد.

#### اقیانوس اطلس
وایلدکت‌های نیروی دریایی ایالات متحده در عملیات مشعل مشارکت داشتند. ناوهای هواپیمابر اسکورت در اقیانوس اطلس تا پایان جنگ از این هواپیماها استفاده کردند.

### مجموع
در مجموع ۷۸۶۰ وایلدکت ساخته تولید شد. در جریان جنگ دوم جهانی این هواپیما در نیروی دریایی و تفنگداران دریایی ایالات متحده ۱۵۵۵۳ پرواز (۱۴۰۲۷ از ناو هواپیمابر) انجام داد، توانست ۱۳۲۷ هواگرد دشمن را ساقط کند و ۲۵۱ فروند آن (۱۷۸ فروند توسط هواپیماهای دشمن، ۲۴ فروند آتش ضدهوایی و ۴۹ مورد به دلایل دیگر) نیز خود ساقط شدند. به جهت ماهیت جنگنده بودن آن، این هواپیما تنها ۱۵۴ تن بمب بر سر دشمن ریخت.

## مدل‌های دیگر
- اف۴اف-۱ (جی-۱۶): طراحی اولیه به صورت دوباله
- اف۴اف-۲ (جی-۱۸): پیش‌نمونه اولیه وایلدکت به صورت تک بال با موتور R-1830-66 (1050 اسب بخار) همراه ملخ سه تیغه با زاویه تنظیم شونده[۱]
- اف۴اف-۳ (جی-۳۶): با موتوری قوی تر R-1830-76 (نمونه سفارشی توسط فرانسه و بریتانیا با مقداری تفاوت)، ۲۸۵ فروند[۵]
- اف۴اف-۳-پی: نمونه شناسایی
- اف۴اف-۳-اس: نمونه آب‌نشین با تغییراتی در بخش دم
- اف۴اف-۴: مدل اصلی تولید گرومن، با شش مسلسل و بال‌های جمع شونده جهت جایگیری هواپیماهای بیشتر در ناوهای هواپیمابر، نخستین پروار در ۱۴ آوریل ۱۹۴۱،[۴] ۱۱۹۵ فروند[۵]
- اف۴اف-۴-بی: ساخته شده برای بریتانیا با عنوان مارلت-۴ با موتور Wright Cyclone GR-1820-G205A-3[۴]
- اف۴اف-۴-پی: نمونه شناسایی[۵]
- اف۴اف-۵: دو فروند اف۴اف-۳ با موتور ۹ سیلندر Wright R-1820-40
- اف۴اف-۵-پی: نمونه شناسایی با موتور R-1820-40[۵]
- اف۴اف-۶: اف۴اف-۳ با موتور R-1830-90 که بعداً به اف۴اف-۳-اِی تغییر نام داد،[۴] ۹۵ فروند[۵]
- اف۴اف-۷: نمونه عکسبرداری اکتشافی (شناسایی) بدون بال جمع شونده، زره و تسلیحات با یک محفظه سوخت بیشتر جهت افزایش برد (۶ هزار کیلومتر)، ۲۰ فروند
- اف‌ام-۱: ساخت جنرال موتورز با چهار مسلسل و دو بمب ۱۱۰ کیلوگرمی یا شش راکت که با عنوان مارلت-۵ به بریتانیا نیز فروخته شد، ۸۳۹ فروند[۴]
- اف‌ام-۲: مدل اصلی تولید جنرال، موتورز بهینه‌سازی شده جهت عملیات بر روی ناوهای کوچک‌تر با موتور قوی تر Wright Cyclone R-1820-56 و دمی بلندتر که با عنوان مارلت-۶ به بریتانیا نیز فروخته شد، نخستین پرواز در ۸ نوامبر ۱۹۴۲، ۴۴۳۷ فروند[۴]

## کاربران
بلژیک
- نیروی هوایی بلژیک: سفارش حداقل ۱۰ فروند، تحویل به نیروی هوایی سلطنتی بریتانیا پس از سقوط بلژیک

 فرانسه
- نیروی هوایی فرانسه: سفارش ۸۱ فروند، تحویل به نیروی هوایی سلطنتی بریتانیا پس از سقوط فرانسه

 یونان
- نیروی هوایی یونان: سفارش ۳۰ فروند، تحویل به نیروی هوایی سلطنتی بریتانیا پس از سقوط یونان

 کانادا
- نیروی هوایی سلطنتی کانادا: خلبانان کانادایی در نیروی هوایی سلطنتی بریتانیا

 بریتانیا
- نیروی هوایی سلطنتی بریتانیا

 ایالات متحده آمریکا
- نیروی دریایی ایالات متحده
- نیروی تفنگداران دریایی ایالات متحده

## مشخصات فنی (اف۴اف-۳)

اف۴اف

### مشخصات عمومی
- خدمه: ۱ نفر
- طول: ۸٫۷۶ متر
- طول بال: ۱۱٫۵ متر
- ارتفاع: ۳٫۶ متر
- مساحت بال: ۶۶٫۷ متر مربع
- وزن خالی: ۲۲۲۶ کیلوگرم
- وزن بارگذاری شده: ۳۳۶۷ کیلوگرم
- حداکثر وزن هنگام برخاستن: ۳۶۹۸ کیلوگرم
- نیرومحرکه: یک موتور شعاعی ۱۴ سیلندر Pratt & Whitney R-1830-76 خنک شونده با هوا همراه ملخ سه تیغه با زاویه تنظیم شونده: ۱۲۰۰ اسب بخار
- ظرفیت مخزن سوخت: ۵۵۶ لیتر

### عملکرد
- حداکثر سرعت: ۵۳۱ کیلومتر بر ساعت در ۶۵۰۰ متری
- برد: ۱۳۶۰ کیلومتر
- حداکثر ارتفاع: ۱۲۰۰۰ متر
- سرعت صعود: ۱۱٫۷ متر بر ثانیه
- نسبت توان به وزن: ۰٫۳۶ اسب بخار بر کیلوگرم

### تسلیحات
- چهار مسلسل ثابت ام۲ برونینگ با کالیبر ۱۲٫۷ میلی‌متر: دو مسلسل در هر بال و ۴۵۰ گلوله برای هر مسلسل
- ۲ بمب ۴۵ کیلوگرمی

## مشخصات فنی (اف۴اف-۴)

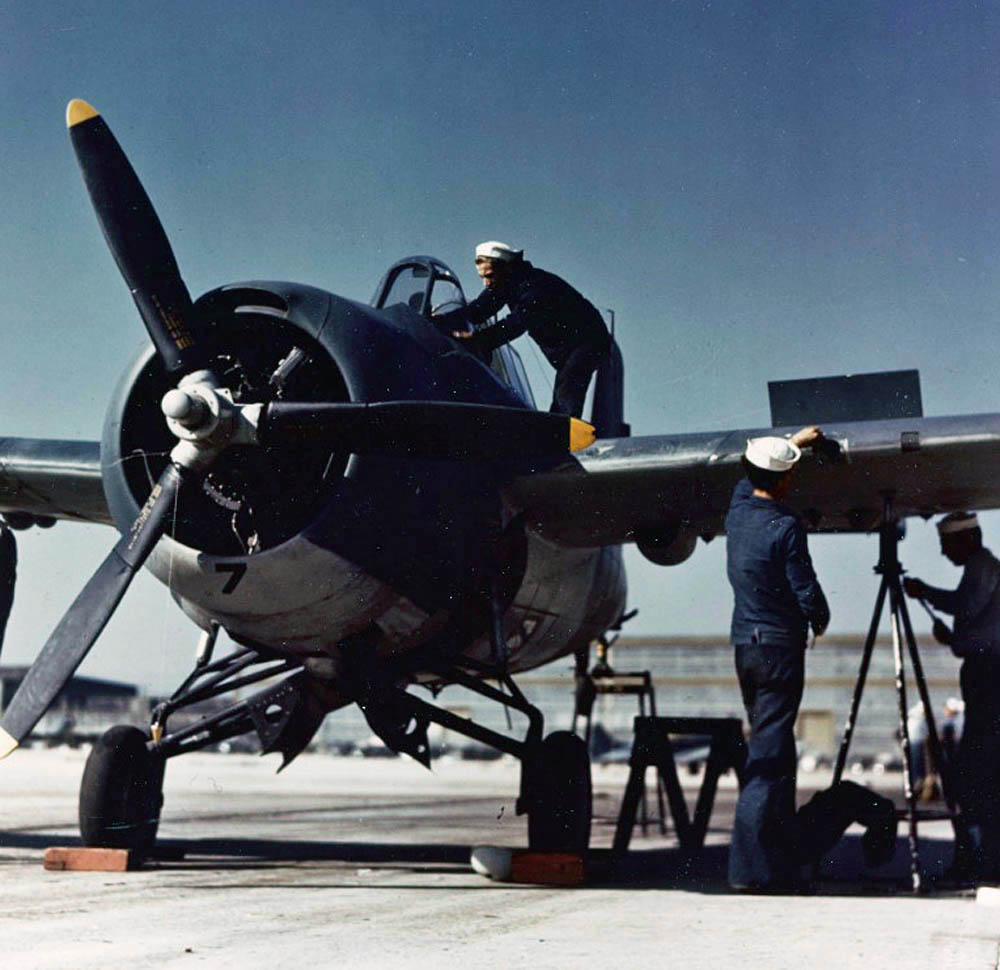
اف۴اف-۴ در حال تعمیر تسلیحات

### مشخصات عمومی
- خدمه: ۱ نفر
- طول: ۸٫۸ متر
- طول بال: ۱۱٫۶ متر
- ارتفاع: ۲٫۸ متر
- مساحت بال: ۲۴٫۲ متر مربع
- وزن خالی: ۲۶۷۴ کیلوگرم
- وزن بارگذاری شده: ۳۶۱۷ کیلوگرم
- حداکثر وزن هنگام برخاستن: ۳۹۷۴ کیلوگرم
- نیرومحرکه: یک موتور شعاعی ۱۴ سیلندر Pratt & Whitney R-1830-86 خنک شونده با هوا: ۱۲۰۰ اسب بخار
- ظرفیت مخزن سوخت: ۴۴۳ لیتر به همراه یک مخزن ذخیره ۱۰۲ لیتری[۴]

### عملکرد
- حداکثر سرعت: ۵۱۵ کیلومتر بر ساعت در ۶۵۰۰ متری
- برد: ۱۳۳۷ کیلومتر
- حداکثر ارتفاع: ۱۰۳۶۳ متر
- سرعت صعود: ۱۱٫۱۷ متر بر ثانیه
- نسبت توان به وزن: ۰٫۳۳ اسب بخار بر کیلوگرم

### تسلیحات
- شش مسلسل ثابت ام۲ برونینگ با کالیبر ۱۲٫۷ میلی‌متر: ۴۵۰ گلوله برای هر مسلسل